# سرو آغاجی
سرو آغاجی یا سلیم آغاجی، روستایی در دهستان دره‌رود جنوبی بخش دره‌رود شهرستان انگوت در استان اردبیل ایران است.

## جمعیت
بر پایه سرشماری عمومی نفوس و مسکن در سال ۱۳۹۵، جمعیت این روستا برابر با ۴۹۲ نفر (۱۳۵ خانوار) بوده‌است.